# Marie-Blanche Vergne
Pour les articles homonymes, voir Vergne.
Marie-Blanche Vergne est une chanteuse et actrice française née le 22 septembre 1934 à Colombes (Seine) et morte d'un cancer le 28 juillet 1989, à Paris.

## Biographie
Mariée au réalisateur Jean-Christophe Averty, elle a, entre autres, animé l'émission télévisée L'Europe en chantant avec sa partenaire Jacqueline Monsigny.
Elle joue dans deux séquences du film Je t'aime, je t'aime d'Alain Resnais dont l'une est en grande partie coupée au montage à cause du manque de lumière. Le scénariste du film, l'écrivain Jacques Sternberg la décrit comme « la femme la plus effrayée de vivre et la plus épouvantée par la mort [qu'il ait] rencontrée, avec d'énormes yeux bruns […] et des pommettes très fortes. »
En 1963, elle enregistre avec Jacqueline Monsigny un 45 tours de quatre chansons avec le pianiste Hubert Degex et son orchestre : Deux amies de la T.V. chantent pour vous.

## Théâtre
- 1954 : L'Homme qui était venu pour diner de George Kaufman et Moss. Hart, mise en scène Fernand Ledoux, théâtre Antoine
- 1955 : Poppy de Georges Sonnier, mise en scène Pierre Valde, théâtre des Arts
- 1957 : Hibernatus de Jean Bernard-Luc, mise en scène Georges Vitaly, théâtre de l'Athénée
- 1960 : Trésor-party de Bernard Régnier, d'après le roman Money in the Bank (Valeurs en coffre) publié en 1946 par Pelham Grenville Wodehouse, mise en scène Jean-Christophe Averty.

## Filmographie

### Cinéma
- 1956 : Rencontre à Paris de Georges Lampin (non créditée)
- 1956 : Le Long des trottoirs de Léonide Moguy (non créditée)
- 1956 : Les aventures de Till L'Espiègle de Gérard Philipe et Joris Ivens (non créditée)
- 1957 : Printemps à Paris de Jean-Claude Roy (non créditée)
- 1957 : L'amour descend du ciel de Maurice Cam : Brigitte
- 1958 : Maxime de Henri Verneuil (non créditée)
- 1959 : J'irai cracher sur vos tombes de Michel Gast : Janet
- 1960 : Bourdelle, sculpteur monumental de Albert Navarra : elle-même (court métrage documentaire)
- 1968 : Je t'aime, je t'aime de Alain Resnais : La fille du tramway et des escaliers
- 1969 : Plus jamais seuls de Jean Delire : Marie-Blanche
- 1973 : Pouvoir choisir de Claude Cobast : Nicole (court-métrage)
- 1975 : Le Vieux Fusil de Robert Enrico : la postière (non créditée)

### Télévision
- 1958 : Un Don Juan de Claude Dagues : Isabelle
- 1959 : Les Trois Mousquetaires de Claude Barma : Constance Bonacieux
- 1960 : Si le ciel s'en mêle Jean Christophe Averty.
- 1960 : Liberty Bar de Jean-Marie Coldefy : Sylvie
- 1962 : L'inspecteur Leclerc enquête, épisode Ma femme est folle de Claude Barma : la fille
- 1962 : La Lettre dans un taxi de François Chatel : Odile
- 1963 : L'Europe en chantant de François Chatel : une journaliste (série télévisée)
- 1965 : La Dame d'outre nulle part de Jean-Jacques Lagrange : Mary Semours
- 1965 : Sourires de l'Occident : commentaires en voix off (émission musicale)
- 1970 : Mauregard de Claude de Givray (épisodes 1925: Le temps des plaisirs et 1940: Le temps des colères) : Élise
- 1971 : L'Heure éblouissante de Jeannette Hubert : Sally
- 1971 : Un beau ténébreux de Jean-Christophe Averty  : Christel
- 1974 : Le Commissaire est bon enfant de Jean Bertho : la dame
- 1982 : L'Académie des 9 de Georges Barrier : invitée (jeu télévisé)
- 1984 : La Jeune femme en vert de Lazare Iglesis : Marthe
- 1985 : Série noire : Meurtres pour mémoire de Laurent Heynemann : Madame Cazès
- 1985 : Néo Polar : L'amour en gâchette de Pierre Desagneau : Elisabeth

## Discographie

### 45 tours
- 1963 : Marie-Blanche Vergne et Jacqueline Monsigny – Deux Amies de la TV Chantent Pour Vous : Il est parti (Yvan Audouard - Jean-Claude Darnal), Le pain de Tortosa (Yvan Audouard - Charles Dumont), La conversation et On cuit, on cuit (François Chatel - Hubert Degex), avec Hubert Degex et son Orchestre, Philips (432.930)
- 1967 : J’ai l’amour à fleur de peau (Jean-Max Rivière - Gérard Bourgeois), La rose (Pierre Louki - Francis Lai), Les filles comme ça (Anne Segalen - Florence Véran), Au risque de te déplaire (Jean-Christophe Averty - Serge Gainsbourg), orchestre de Bernard Gérard, Columbia (ESRF 1855)
- 1969 : Nous vieillirons ensemble (Anne-Marie Trochet), Le temps de l’enterrement (Armand Canfora - Joss Baselli - Y. Desurmont), orchestres dirigés par Jean-Claude Pelletier et François Rauber, Columbia (600 029)
- 1970 : La veuve du hibou (avec le groupe Red Noise) et Ophélia (Etienne Roda-Gil - Gérard Pompougnac), Columbia (C006-10727)
- 1971 : Bloody Mary (Frank Gérald - Jean-Claude Pelletier), La balalaïka (G. Bonnet - R. Kandula), avec Jean-Claude Pelletier et son Orchestre, Vogue (45V.4014)
- 1972 : Fais-moi valser Frankenstein (Guy Marchand), J’ai perdu mon âme (Christine Fontane - Alain Chamfort - Michel Pelay), orchestre dirigé par Jean-Claude Vannier, Vogue (45V.4139)

### 33 tours
1969 : Le Petit Cheval Aux Yeux Bleus, Les Parasols et Les Gaufres (Frédéric Botton), Nous Vieillirons Ensemble et Voyage En Norvège (Anne-Marie Trochet), Le Temps De L'Enterrement et Sur Un Air De... (Y. Desurmont, Armand Canfora, Joss Baselli), Les Automates (Y. Desurmont, Jean-Claude Pelletier), Ne Me Touchez Pas (Y. Desurmont, Claude Bolling), La Chanson De La Glu  (Jean Richepin, Yannis Spanos), Et S'Il Revenait (Maurice Maeterlinck, Yannis Spanos), Berlin Ouest (Guy Marchand), orchestres dirigés par Jean-Claude Pelletier, Alain Goraguer, François Rauber et Jean-Claude Vannier, Columbia (C062.10104)